# Chevrolet Engineering Research Vehicle
 (avril 2020).
Si vous disposez d'ouvrages ou d'articles de référence ou si vous connaissez des sites web de qualité traitant du thème abordé ici, merci de compléter l'article en donnant les références utiles à sa vérifiabilité et en les liant à la section « Notes et références ».
Les Chevrolet Engineering Research Vehicle (CERV) sont une série de voitures expérimentales Chevrolet. 
Zora Arkus-Duntov, ingénieur, designer et conducteur de voitures de course chez Chevrolet, a commencé le développement de la CERV I en 1959 et a commencé à travailler sur la CERV II en 1963. L'ingénieur en chef de Chevrolet Don Runkle et Tony Rudd de Lotus ont discuté de la création d'une nouvelle voiture d'exposition pour démontrer leur expertise en ingénierie en 1985. Elle deviendrait la CERV III. L'ingénieur en chef de la Corvette, Dave Hill, a dévoilé la CERV IV en 1993, un véhicule d'essai pour la Corvette C5 de 1997.

## CERV I
Zora Arkus-Duntov, ingénieur, concepteur et conducteur de voitures de course chez Chevrolet, a commencé le développement de la "CERV I" (Chevrolet Experimental Racing Vehicle) en 1959, qui a été dévoilée au public au Riverside International Raceway en novembre 1960, sous le nom de "CERV I" (Chevrolet Experimental Research Vehicle).

### Aperçu
La CERV-I (Chevrolet Engineering Research Vehicle) a été développée comme un outil de recherche pour les efforts continus de cette entreprise pour comprendre les phénomènes de conduite et de manutention automobile dans les conditions les plus réalistes. La voiture a été construite au Chevrolet Engineering Center de Warren, au Michigan. La fonction principale de la CERV-1 était de fournir aux ingénieurs Chevrolet une plate-forme de test à partir de laquelle des études visuelles directes pouvaient être effectuées à partir de tous les types de conduite et de comportement de conduite dans des conditions amplifiées.
La fonction fixée à la CERV-1 détermine en grande partie son concept et sa configuration finale. Afin d'amplifier de manière réaliste les réponses du véhicule à la tenue de route et aux stimuli routiers, la capacité de performance du véhicule doit être étendue bien au-delà de celle des voitures de tourisme ordinaires. En d'autres termes, un rapport puissance/poids élevé est obligatoire. De cette manière, des phénomènes de suspension extrêmement subtils et donc difficiles à isoler au sein des performances d'une voiture de tourisme ordinaire, peuvent être étudiés et traités quantitativement avec la CERV-1. Un autre facteur fondamental dans la conception de la voiture expérimentale est la visibilité offerte par la conception de la carrosserie. La carrosserie simplifiée et abrégée entoure le moteur, l'essieu, le système de refroidissement du moteur et offre un cockpit ouvert pour le conducteur, à partir duquel les quatre roues, en contact avec le sol, sont clairement visibles. Certaines caractéristiques générales de la CERV-I sont les suivantes : extrêmement légère pour offrir un rapport puissance/poids tel que celui généralement associé aux avions hautes performances ; moteur monté à l'arrière de l'unité avec un essieu à quatre vitesses entièrement synchronisée ; le seul passager ou le conducteur se trouve bien en avant sur la ligne centrale de la voiture pour une visibilité pratiquement optimale et les quatre roues sont suspendues indépendamment pour offrir un haut niveau de stabilité et une maniabilité positive.
L'empattement mesure 2 438 mm et la voiture pèse environ 726 kg, prête à rouler. Le châssis est un cadre extrêmement rigide de tubes en acier au chrome-molybdène soudés dans une structure en forme de poutre pesant environ 57 kg. La carrosserie légère (environ 36 kg) est de style aérodynamique et entoure entièrement le dessous de la voiture. La carrosserie est fabriquée en plastique de fibres de verre renforcé quelque peu plus fin que celui utilisé dans la carrosserie de la Corvette. Les roues sont complètement exposées pour permettre une observation visuelle du contact pneu-route lors des études de tenue de route.

### Groupe motopropulseur
L'alimentation de la « CERV-I » est fournie par une version spécialement développée et légère du moteur V8 Chevrolet 4,6 L qui développe 355 ch (261 kW) et ne pèse que 159 kg. Un tel rendement spécifique, seulement 0,609 kg/kW, est rarement atteint dans les moteurs alternatifs, même dans les types d'avions les plus développés. La réduction de poids spectaculaire été obtenue en utilisant de l'aluminium pour le bloc-cylindres, les culasses, la pompe à eau, le corps du démarreur, le volant et le plateau de pression d'embrayage. Dans le bloc-cylindres, aucun revêtement d'alésage n'est utilisé et les pistons fonctionnent directement sur des alésages en aluminium spécialement traités. Le magnésium est utilisé pour le carter d'embrayage, le collecteur d'injection de carburant et la plaque d'adaptation du collecteur. Les économies de poids réalisées grâce à l'utilisation de métaux plus légers dans le moteur et l'embrayage dépassent les 79 kg.
Un certain nombre de caractéristiques de conception spéciales aident le moteur à développer 355 ch (261 kW). Une unité d'injection de carburant spéciale a des tubes de vérin de plus grande section transversale et 2 510 plus longs que ceux de la conception de production régulière. Les tuyaux d'échappement individuels d'une longueur réglée se vident dans de grands tuyaux collecteurs et aucun silencieux n'est utilisé. Aucun ventilateur de refroidissement n'est requis ou utilisé, et la vitesse de la pompe à eau est réduite de 30 % grâce à l'utilisation d'une poulie de vilebrequin plus petite. Un petit générateur de 5 ampères est utilisé en conjonction avec une batterie de type avion léger En plus de la pompe à eau en aluminium mentionnée précédemment, le système de refroidissement du moteur se compose d'un radiateur en aluminium monté à l'avant du conducteur et de deux radiateurs de refroidisseur d'huile montés un de chaque côté du radiateur principal.
La puissance du moteur est transmise de manière conventionnelle via le volant léger, l'embrayage et la transmission à quatre vitesses de type Corvette. Le mécanisme de différentiel et de transmission finale se fixe directement à l'extrémité arrière du carter de transmission. Une caractéristique des engrenages de transmission finale est la capacité de changer rapidement les rapports afin que les performances du véhicule puissent être adaptées aussi rapidement à un nouvel environnement. La transmission de la puissance aux roues est complétée par des arbres d'essieu individuels avec des joints universels à chaque extrémité, ou un total de quatre en tout.
En 1972, le magazine Hot Rod a testé un prototype de Chevrolet Vega avec le V8 tout en aluminium. Le moteur installé était le dernier de plusieurs unités de 4,6 L utilisées dans la CERV I pour la recherche et le développement de la Corvette à la fin des années 1950, foré à 4,9 L pour l'application dans la Vega. L'essai sur route de Hot Rod de la Vega prototype avec transmission Turbo Hydramatic, différentiel d'origine et pneus de rue a donné un quart de mile (~ 400 m) en moins de 14 secondes.

### Suspension, direction et freins
La suspension arrière intéressante permet une action indépendante de chaque roue. Les mouvements verticaux des roues sont contrôlés par deux maillons, dans lesquels le maillon supérieur sert d'arbre d'essieu; et une tige, douille en caoutchouc à chaque extrémité basse. Une troisième liaison relie chaque moyeu de roue arrière au châssis pour transmettre la poussée de conduite et de freinage. Des ressorts hélicoïdaux à taux variable réunis avec des amortisseurs à double effet directs sont montés en diagonale sur chaque roue arrière. Les dispositions de réglage de la tringlerie de suspension arrière permettent des variations de carrossage et de pincement pour faciliter les études d'ingénierie. La suspension avant est indépendante avec une géométrie centrale à haut roulis et utilise également des ressorts hélicoïdaux et des amortisseurs à taux variable unitaires comme dans la suspension arrière. Une barre stabilisatrice de 11/16" relie les roues avant. La conception de la suspension arrière indépendante est devenue la base de la suspension de la Corvette Sting Ray de 1963. Pour que la répartition du poids pendant les essais ne varie que peu ou pas du tout, deux piles à combustible de construction en caoutchouc et d'une capacité totale de 76 L, sont situées de chaque côté de la CERV-I à peu près à l'avant et à l'arrière du centre de gravité. Ainsi, la quantité de carburant dans les réservoirs à un moment donné n'aura pratiquement aucun effet sur la répartition du poids.
Les freins de la CERV-I sont similaires aux freins de type HD disponible sur la Chevrolet Corvette. Les garnitures en fer fritté sont utilisées avec des tambours refroidis par ailettes et les bandes de tambour de frein sont allégées par des trous d'allègement percés qui permettent également l'écoulement de l'air de refroidissement. Les tambours de frein sont en fonte d'aluminium avec des surfaces de freinage en fonte. Les freins arrière sont montés à l'intérieur à côté du différentiel afin que le couple de freinage soit transmis directement au châssis sans influencer aucun des éléments d'articulation de la roue arrière. La répartition de l'effort de freinage est de 57 % à l'avant et de 43 % à l'arrière pour profiter des caractéristiques de freinage supérieures de la répartition du poids offerte par le type de moteur arrière. Les freins peuvent être actionnés par l'une ou l'autre des deux pédales afin que le conducteur puisse utiliser l'un ou l'autre des pieds en fonction de la situation de conduite particulière. Un maître-cylindre de frein inhabituel utilise deux pistons fonctionnant en série de sorte que si les freins avant ou arrière échouent, les freins restants peuvent être actionnés.
Le système de direction comprend un appareil de pilotage de type balle de recirculation à haut rendement de rapport 12:1. La tringlerie de direction est montée vers l'avant et est de type liaison de relais équilibrée. Le rapport de direction global est très rapide à 13,5:1 et seulement 2,25 tours du volant sont nécessaires de verrouillage à verrouillage. Les roues sont en alliage de magnésium coulé avec des moyeux démontables pour faciliter un changement rapide. Des roues de 15", 16", 17" et 18" de diamètre avec une largeur de jante de 5,5", 6" et 8" sont utilisées,. La voiture est actuellement exposée à Detroit, Michigan au Renaissance Center au niveau A dans l'espace d'exposition GM World.

## CERV II
Zora Arkus-Duntov a commencé à travailler sur la CERV II en 1963, qui a été achevée en 1964. Le plan initial était de construire six voitures, trois pour la compétition et trois de rechange. La carrosserie a été conçue par Larry Shinoda et Tony Lapine.
Pour obtenir des performances supérieures, la voiture était construite sur un châssis monocoque, propulsé par un V8 SOHC tout aluminium avec injection Hilborn d'une puissance nominale de 500 ch (370 kW). Certains résultats des tests ont indiqué qu'elle avait une vitesse de pointe de 338 km/h et finissait le 0-97 km/h en 2,8 à 3,0 secondes. La transmission est à 2 vitesses sur chacun des essieux avant et arrière, avec un couple transférable entre les essieux. La vitesse de pointe a été signalée par Victory By Design à 322 km/h. En 1970, le CERV II a été utilisée pour tester des pneus avec un moteur ZL-1. Ce véhicule et la CERV I ont ensuite été données au Briggs Cunningham Museum, à Costa Mesa, en Californie.
Le châssis P-3910 de la CERV II de 1964 (avec le numéro de moteur T1212E 2-92199-A, précédemment détenu par Miles Collier Jr. et John Moores du Briggs Cunningham Museum) a été vendu en 2013 aux enchères RM New York pour 1 000 000 $ (1 100 000 $ après la prime de l'acheteur),,.

## CERV III
Le projet qui allait devenir la CERV III (Corporate Engineering Research Vehicle III) a été dévoilé pour la première fois au salon automobile de Détroit en janvier 1986 sous le nom de prototype de voiture Corvette Indy. Le véhicule était équipé de 4 roues motrices, de 4 roues directrices et d'écrans de cockpit CRT. Le véhicule a été conçu par le chef du studio Chevy III, Jerry Palmer.
En janvier 1990, la CERV III (no 3) a fait ses débuts au Salon international de l'auto de Détroit. Le V-8 monté au milieu de la voiture est un LT5 à double surcharge de 32 soupapes de 5,7 litres, avec deux turbos et des modifications internes, ce qui lui donne 659 ch (485 kW), 888 N m de couple et une vitesse de pointe de 362 km/h. La voiture était faite de fibre de carbone avec un revêtement de finition en fibre de verre, avec un prix estimé de 300 000 à 400 000 $. Parmi les autres caractéristiques de série, citons le système de suspension active commandé par ordinateur, le freinage et l'antipatinage ABS, la transmission automatique à six rapports, la traction intégrale et la direction à quatre roues, ainsi qu'une architecture électrique entièrement multiplexée.
La CERV III (no 3) est une voiture jouable dans le jeu PC Test Drive III, sous le nom de « Chevrolet Cerv III », où CERV signifie « Corporate Experimental Research Vehicle ».

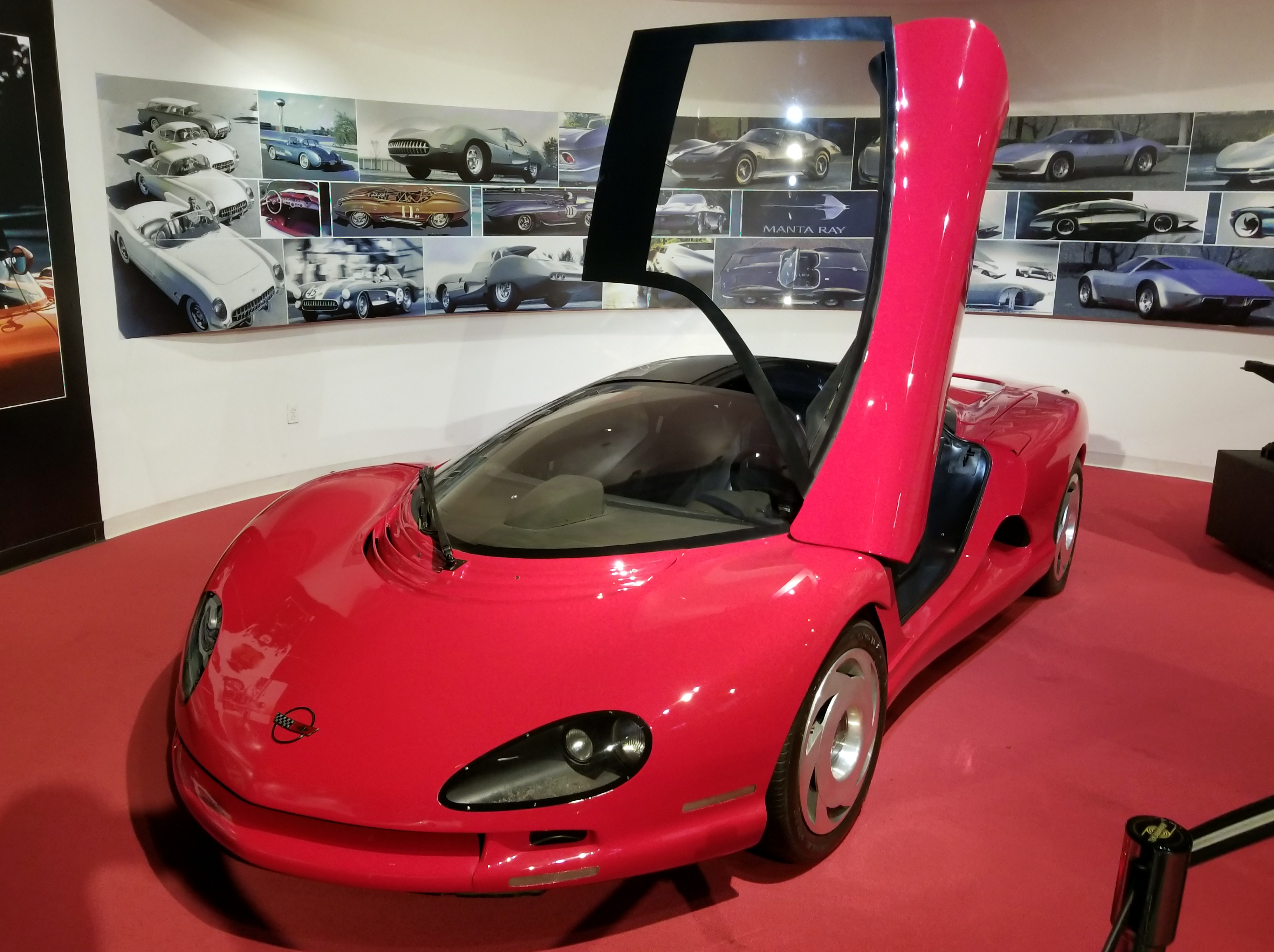
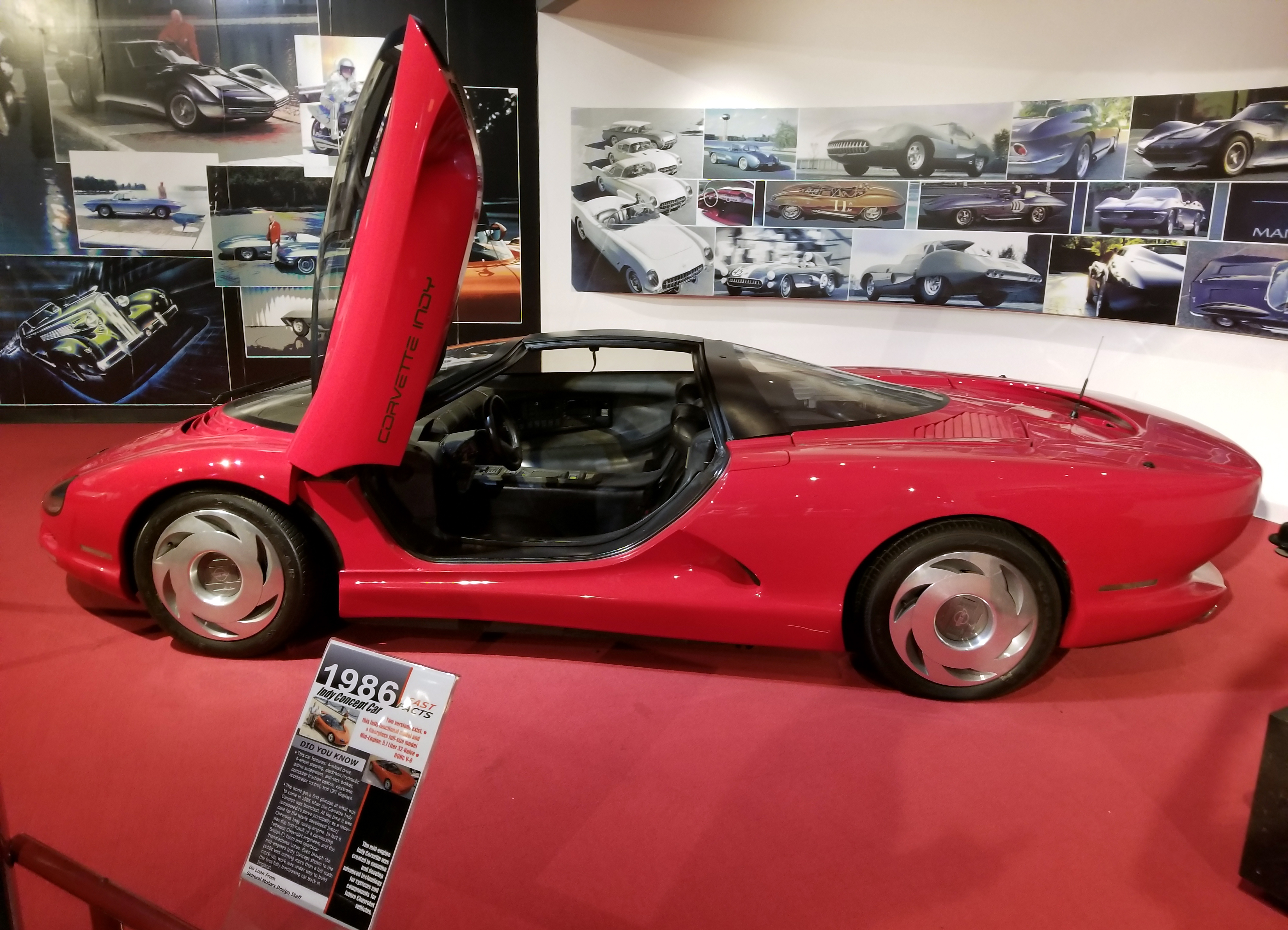
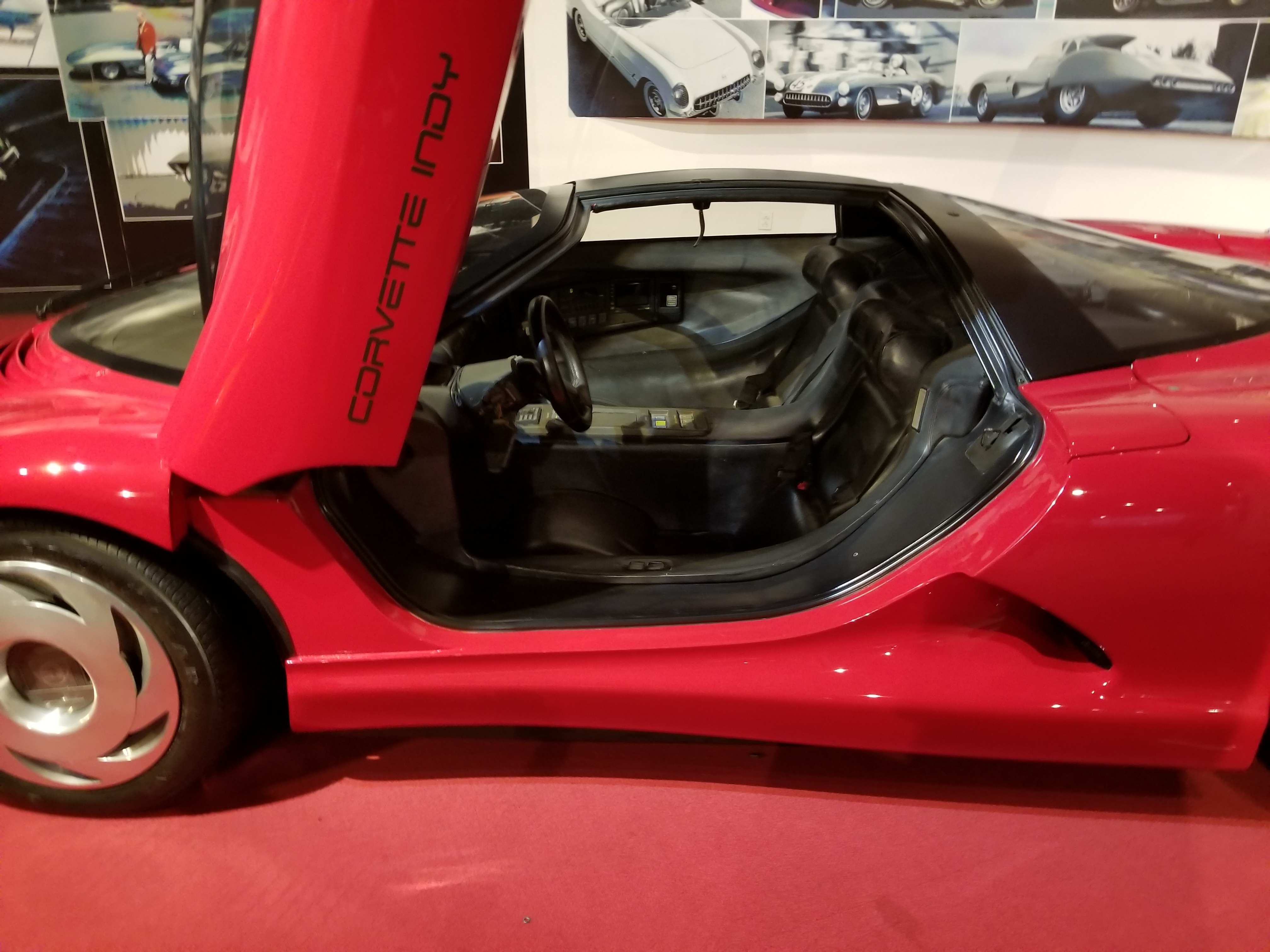
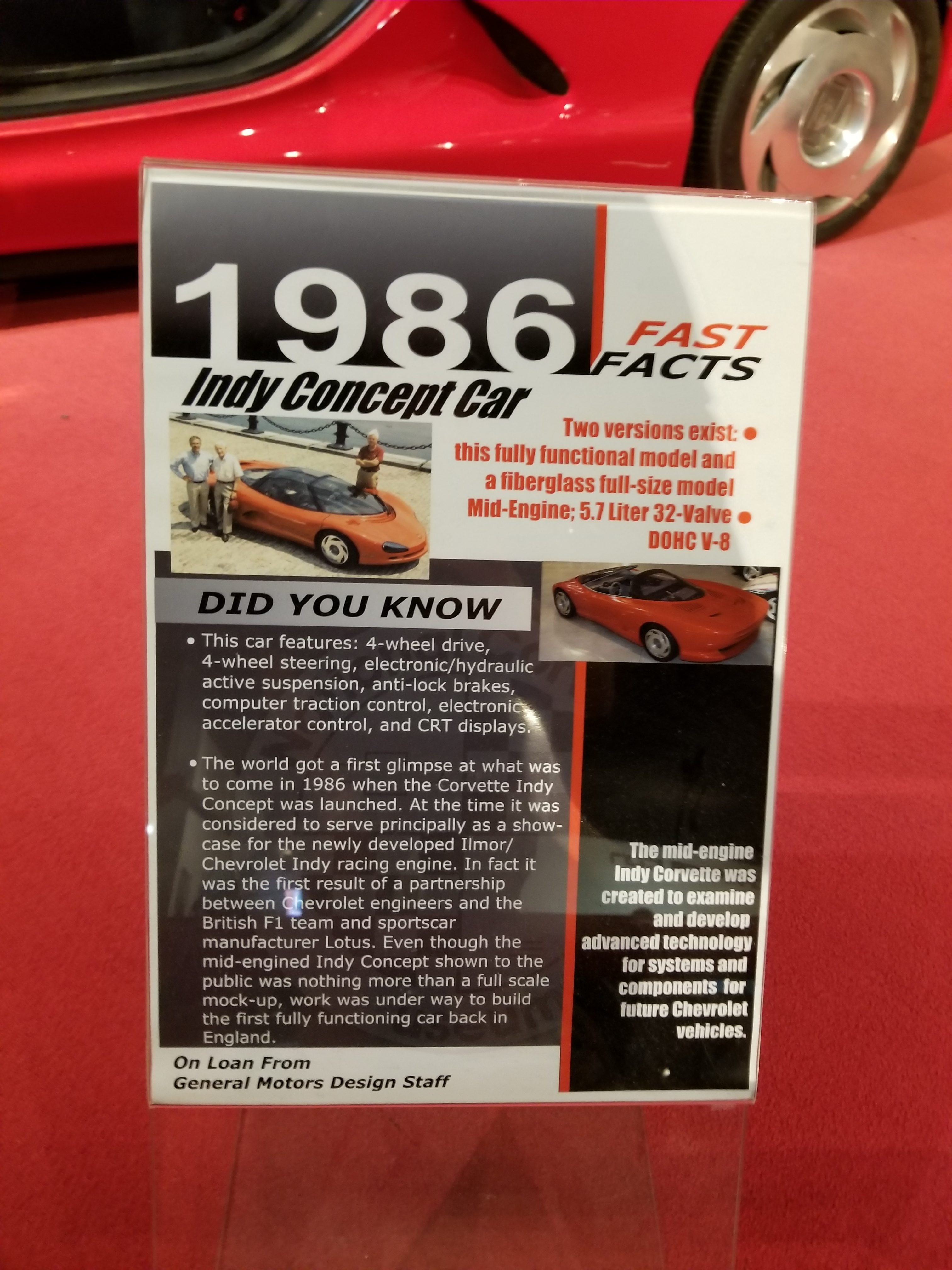

## CERV-IV
En décembre 1992, le groupe Corvette de General Motors a secrètement passé un contrat avec TDM, Inc. pour construire une voiture d'essai sur base de la Corvette de 1997, officiellement appelée CERV-4 (Corvette Engineering Research Vehicle). Le groupe Corvette a dirigé le projet et la division Chevrolet l'a financé. La direction de General Motors n'en a pas été informée, de peur d'être annulée. Elle a été dévoilée par l'ingénieur en chef du groupe Corvette, Dave Hill, le 3 mai 1993 au General Motors Technical Center à Warren. Le coût de construction était d'environ 1,2 million de dollars américains.

### CERV IV-B (1997)
C'était un véhicule d'essai pour la prochaine Chevrolet Corvette C5. Elle comprend un moteur V8 LT-1 de 5,7 L, essieu de transmission manuelle à 6 vitesses, freins à disque aux 4 roues, pneus avant 255 / 45ZR17 et arrière 285 / 40ZR17 sur roues BBS, rideaux latéraux, pas de vitre latérale et un intérieur de production modifié.
Le véhicule a été vendu aux enchères Barrett-Jackson Palm Beach en 2009 pour 34 000 $ (avant la prime de l'acheteur). Cette voiture est actuellement exposée à Effingham, IL au musée MY Garage appartenant à Michael et Blake Yager.